# رالف تيت
رالف تيت (بالإنجليزية: Ralph Tate)‏ وهو عالم نبات وجيولوجي من أصل بريطاني، لكنه عاش حياته العملية في أستراليا.
ولد في ألنويك، نورثمبرلاند في 11 آذار 1840 وتوفي في إنكلترا 20 أيلول 1901.